# Nicolas Anelka
Nicolas Sébastien Anelka (* 14. března 1979, Le Chesnay) je bývalý francouzský profesionální fotbalista, který hrával na pozici útočníka. Svoji hráčskou kariéru ukončil v roce 2016 v dresu indického klubu Mumbai City FC. Mezi lety 1998 a 2010 odehrál také 69 utkání v dresu francouzské reprezentace, ve kterých vstřelil 14 branek.
Fotbalový světoběžník, prošel věhlasnými kluby ve Francii, Anglii, Španělsku, Turecku, Itálii, Indii a působil i v Číně.
Po sezóně 2009/10 se stal hráčem, který dokázal vyhrát Premier League se dvěma různými kluby, Arsenalem a Chelsea.

## Klubová kariéra
Prošel řadou světových klubů, hrál za Liverpool, Arsenal, Paris SG, Real Madrid, Chelsea. V sezoně 2008/09 v Anglii se stal nejlepším střelcem Premier League. Jeho trenér Carlo Ancelotti ho popisoval jako rychlého hráče s poziční dovedností, technikou, střelou a skvělým pohybem bez míče. V roce 2004 konvertoval k islámu ve Spojených arabských emirátech a přijal jméno Abdul-Salam Bilal.
Z Chelsea odešel do čínského klubu Shanghai Shenhua FC, kde působil až do ledna 2013. Pak zamířil do Itálie na hostování do turínského Juventusu. Juventus v sezóně 2012/13 získal italský titul.
Po vítězné sezóně se Anelka vrátil v červenci 2013 na Britské ostrovy, přestoupil do klubu West Bromwich Albion. V zápase s West Hamem United (3:3) použil gesto zvané „quenelle“, které je často vnímáno jako rasistické (antisemitské). West Brom kvůli tomu přišel o sponzora, společnost Zoopla, kterou vlastní židovský podnikatel Alex Chesterman. Anelka se hájil, že není rasista ani antisemita, a že gesto je obecně proti systému. Chtěl jím prý také pozdravit svého přítele francouzského komika Dieudonna M'balu M'balu, který gesto často používal ve svých zábavních show. Koncem února dostal od anglické fotbalové asociace zákaz startu na 5 zápasů a pokutu 80 000 liber. Anelka se ihned poté rozhodl ukončit své angažmá ve West Bromwichi.
6. dubna 2014 oznámil prezident brazilského klubu Clube Atlético Mineiro Alexandre Kalil, že Anelka zde bude pokračovat ve fotbalové kariéře. Atlético ale ztratilo zájem poté, co Anelka nebyl schopný přicestovat k podpisu smlouvy.
V září 2014 se nechal zlákat do nově zformované indické ligy Indian Super League do klubu Mumbai City FC. Při svém debutu 28. října 2014 proti Chennaiyin FC musel skousnout porážku 1:5.

## Reprezentační kariéra
V A-mužstvu Francie debutoval v roce 1998.
S francouzskou fotbalovou reprezentací získal v roce 2000 titul mistra Evropy.